# Тенииды
Тенииды (лат. Taeniidae, от др.-греч. ταινία [tainía] — лента) — семейство ленточных червей из отряда циклофиллид (Cyclophyllidea). Личинки паразитируют во внутренних органах и тканях диких и сельскохозяйственных млекопитающих, а также человека. Во взрослой ленточной стадии являются паразитами тонкой кишки плотоядных и всеядных млекопитающих, в том числе человека и хищных (таких как собаки и кошки), которые заражаются при поедании внутренних органов и мышечных тканей промежуточных хозяев. Роды Taenia и Echinococcus хорошо известны как возбудители зоонозных инфекций.

## Тениидозы

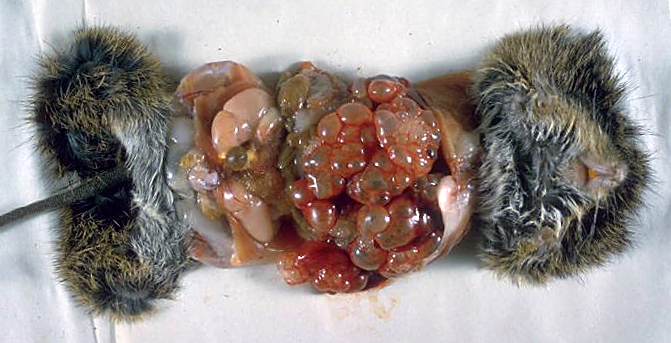
Кисты Echinococcus multilocularis в хлопковом хомяке (эхинококкоз)

Цестодозы, вызываемые тениидами, называются тениидозами. Различают тениидозы, при которых человек является окончательным хозяином паразита и служит источником заражения сельскохозяйственных животных (цистицеркоз свиней и тениаринхоз), и тениидозы группы тениозов, при которых окончательными хозяевами являются хищные млекопитающие, в первую очередь собаки (эхинококкоз, альвеококкоз, ценурозы и цистицеркозы). 
Окончательный хозяин заражается при поедании внутренних органов и мышечных тканей, содержащих личинки тениид. Промежуточный хозяин заражается, проглатывая проглоттиды и яйца червей, выделившиеся вместе с фекалиями основного хозяина. 

## Классификация
Nakao и др. (2013) отнесли к семейству 4 рода (виды Hydatigera и Versteria ранее причислялись к Taenia):
- Echinococcus Rudolphi, 1801
- Hydatigera Lamarck, 1816
- Taenia Linnaeus, 1758
- Versteria Nakao et al., 2013